# رودني رايت
رودني رايت (بالإنجليزية: Rodney Wright)‏ هو لاعب كرة قدم أمريكية أمريكي، ولد في 28 نوفمبر 1979 في بيكرسفيلد في الولايات المتحدة.